# Карлос Саура
Карлос Саура (на испански: Carlos Saura) е испански режисьор, смятан за един от класиците на съвременното европейско кино. 

## Биография
Роден е на 4 януари 1932 г. в Уеска, Арагон. Майка му и брат му Антонио Саура са художници, а той се занимава с фотография от ранна възраст. През 1957 г. завършва кинорежисура в Мадрид, а до 1963 г. самият той преподава. През 1957 г. се жени за Адела Медрано, от която има двама сина – Карлос (р. 1958) и Антонио (р. 1960).
През 1957 – 1958 г. Саура прави първия си документален филм (Cuenca). През 1965 г. получава наградата Сребърна мечка на Берлинския филмов фестивал за филма La caza. През 1967 г. филмът му Peppermint Frappé също е награден в Берлин. Филмите „Братовчедката Анхелика“ (1974) и „Да отгледаш гарвани“ (1975) получават Специалната награда на журито на Филмовия фестивал в Кан, а Mama cumple 100 años (1979) е номиниран за Оскар за най-добър чуждестранен филм.
След края на първия си брак Саура има син Шейн (р. 1974) от актрисата Джералдин Чаплин. През 1982 г. се жени отново за Мерседес Перес, от която има трима сина – Мануел (р. 1980), Адриан (р. 1984) и Диего (р. 1987). През този период той прави няколко филма съдържащи много фламенко танци. През 1990 г. Карлос Саура получава наградата „Гоя“ за режисурата и сценария на ¡Ay, Carmela!. През 1994 г. му се ражда дъщеря Ана от Еулалия Рамон.
Карлос Саура посещава за първи път България през 2013 г, когато става „доктор хонорис кауза“ на НАТФИЗ „Кръстьо Сарафов“.

## Филмография
- 1956: El Pequeño río Manzanares (късометражен)
- 1957: La Tarde del domingo (късометражен)
- 1958: Cuenca (късометражен)
- 1960: Los Golfos („Бродягите“)
- 1964: Llanto por un bandido („Плач за един бандит“)
- 1966: La Caza („Ловът“)
- 1967: Peppermint Frappé
- 1968: Stress es tres tres
- 1969: La Madriguera
- 1970: El jardín de las delicias („Градината на насладите“)
- 1973: Ana y los lobos („Ана и вълците“)
- 1973: La prima Angélica („Братовчедката Анхелика“)
- 1975: Cría cuervos („Да отгледаш гарвани“)
- 1977: Elisa, vida mía („Елиза, живот мой“)
- 1978: Los ojos vendados („Със завързани очи“)
- 1979: Mamá cumple cien años („Мама става на сто години“)
- 1980: Deprisa, Deprisa („По-бързо, по-бързо!“)
- 1981: Bodas de Sangre („Кървава сватба“)
- 1982: Dulces horas („Сладки часове“)
- 1982: Antonieta
- 1983: Carmen („Кармен“)
- 1984: Los Zancos
- 1986: El amor brujo („Любовна магия“)
- 1988: El Dorado („Елдорадо“)
- 1989: La Noche oscura („Тъмната нощ“)
- 1990: ¡Ay, Carmela!
- 1992: El Sur („Югът“)
- 1992: Marathon
- 1992: Sevillanas
- 1993: ¡Dispara! („Стреляй!“)
- 1995: Flamenco („Фламенко“)
- 1997: Taxi
- 1997: Pajarico („Птичка“)
- 1998: Esa luz!
- 1998: Tango („Танго“)
- 1999: Goya en Burdeos („Гоя в Бордо“)
- 2001: Buñuel y la mesa del rey salomón („Бунюел и масата на цар Соломон“)
- 2002: Salomé („Саломе“)
- 2004: El séptimo día („Седмият ден“)
- 2005: Iberia („Иберия“)
- 2007: Fados („Фадо“)
- 2009: Io, Don Giovanni („Аз, Дон Жуан“)
- 2013: 33 días („33 дни“)
- 2015: Argentina („Аржентина“)
- 2016: Jota de Saura („Хота“)
- 2018: Renzo Piano, an Architect for Santander
- 2021: Goya 3 de mayo („Гоя, 3 май“)
- 2021: Rosa Rosae. La Guerra Civil („Роза на розите. Гражданската война“)

## Оперна режисура
- 1991: Кармен (Жорж Бизе), опера на Щутгарт
- 2004: Кармен (Жорж Бизе)
- 2007: Кармен (Жорж Бизе)
- 2010: Кармен (Жорж Бизе)
- 2019: Дон Жуан (В. А. Моцарт), Ла Коруня

## Театрална режисура
- 2013: Великата сцена на света (Калдерон)
- 2018-2021: Няма кой да пише на полковника (Габриел Гарсия Маркес)
- 2019-2021: Празникът на козела (Марио Варгас Льоса)
- 2020: Великата сцена на света (Калдерон)

## Занимания с литература и фотография
Карлос Саура е и писател с широки тематични хоризонти. Неговият роман „Pajarico solitario“ (1997), превърнат по-късно във филм под заглавието „Pajarico“, е автобиографично повествование. С най-голяма литературна амбиция е „Елиза, живот мой“ (2004), с който Саура извършва обратната операция: новелизира вече създаден свой филм със същото заглавие от 1977 г.

### Романи
- Pajarico solitario (1997)
- ¡Esa luz! (1998)
- Elisa, vida mía (2004)
- Ausencias (2017)

### Сценарии (издадени като книги)
- Cría cuervos
- Elisa, vida mía
- ¡Esa luz!
- Goya en Burdeos
- Buñuel y la mesa del rey Salomón

### Фотографски албуми
- El Rastro (2003)
- Flamenco (2004)
- Las fotografías pintadas de Carlos Saura (2005)
- Saura x Saura (2009)
- España años 50 (2016)
- Photobolsillo(2018)